# Збірна України з бейсболу
Збірна України з бейсболу — збірна, котра представляє Україну на міжнародних змаганнях з бейсболу. Створена в 1991 році. Наприкінці 2021 року посідає 11 місце в Європейському і 29 місце у світовому рейтинґу. Найвище досягнення — 9-те місце на чемпіонаті Європи 1995 і 2007 років. Традиційно основу збірної складають гравці команд з Кропивницького.

## Історія

Збірна України в 1994 році в Любляні, Словенія.

Українська бейсбольна і софтбольна федерація була заснована в 1992 році. Проте українські бейсбольні команди грали в чемпіонаті з бейсболу в СРСР з 1989 року. Вперше Національна бейсбольна команда України взяла участь у міжнародному відбірковому турнірі 1994 року до Чемпіонату Європи (Любляна, Словенія). Цей турнір був успішним для нашої національної команди, яка посіла перше місце. З того часу українські збірні регулярно беруть участь у Чемпіонаті Європи у всіх вікових категоріях. У 2018 році збірна вперше грала вдома в рамках чемпіонату Європи в Кропивницькому на стадіоні «Діамант» 23-28 липня, в якому здобула перемогу.

## Результати
Чемпіонат Європи з бейсболу
| рік  | турнір                                 | місце |
| ---- | -------------------------------------- | ----- |
| 2019 | European Championship B Pool 1         | 2     |
| 2018 | European Championship C Pool 2         | 1 ↑   |
| 2017 | European Championship B Pool 2         | 6 ↓   |
| 2015 | European Championship B Pool 2         | 3     |
| 2013 | European Championship B Pool 2         | 2     |
| 2011 | European Championship Qualifier Pool 3 | 2     |
| 2010 | European Championship                  | 11 ↓  |
| 2008 | European Championship Qualifier Pool 1 | 1 ↑   |
| 2007 | European Championship                  | 9 ↓   |
| 2005 | European Championship                  | 10    |
| 2004 | European Championship Qualifier        | 1 ↑   |
| 2002 | European Championship Qualifier        |       |
| 2001 | European Championship                  | 11↓   |
| 2000 | European Championship Qualifier        | 1 ↑   |
| 1998 | European Championship Qualifier        | 5     |
| 1997 | European Championship                  | 11↓   |
| 1995 | European Championship                  | 9     |
| 1994 | European Championship Qualifier        | 1 ↑   |